# Consejo Jurídico de la Región de Murcia
El Consejo Jurídico de la Región de Murcia es el superior órgano consultivo en materia de Gobierno y de Administración de la Comunidad Autónoma de la Región de Murcia, con plena autonomía orgánica y funcional (no está integrado en ninguna Consejería) para garantizar su objetividad e independencia. Precede a los demás órganos e instituciones de la Administración autonómica de Murcia, después del Consejo de Gobierno.
Fue creado por Ley 2/1997, de 19 de mayo, del Consejo Jurídico de la Región de Murcia. Tiene su sede en la ciudad de Murcia.

## Función
El Consejo Jurídico de la Región de Murcia ejerce la función consultiva del ejecutivo autónomo murciano. A tal fin emite dictámenes preceptivos o facultativos, según prevea la normativa en cada caso, velando por la observancia de la Constitución, el Estatuto de Autonomía y el resto del ordenamiento jurídico.
Su funcionamiento se rige por el Reglamento de Organización y Funcionamiento, aprobado por Decreto 15/1998, de 2 de abril.

## Órganos
Los Consejeros son designados entre juristas de reconocido prestigio con, al menos, diez años de dedicación a la función o actividad profesional respectiva y que ostenten la condición política de murcianos. Son nombrados por el presidente de la Comunidad Autónoma por un período de seis años, tres por designación de la Asamblea Regional y dos a propuesta del Consejo de Gobierno.
El Presidente del Consejo Jurídico es elegido por los Consejeros, de entre ellos, mediante votación secreta. Su mandato dura tres años, pudiendo ser reelegido por dos mandatos más (en total, un máximo de 9 años). Actualmente, ocupa este cargo Antonio Gómez Fayrén, Inspector de Hacienda del Estado, Profesor de la Universidad de Murcia y exvicepresidente, durante dos legislaturas, del Consejo de Gobierno con Ramón Luis Valcárcel Siso.
El Letrado-Secretario General es designado por el Consejo, a propuesta del Presidente, entre funcionarios licenciados en Derecho, pertenecientes al Cuerpo Superior de Administradores de la Comunidad Autónoma o cuerpo equivalente de otras Administraciones.